# 우하
우하(러시아어: уха)는 러시아의 생선 수프이다. 전통적으로 페르카과, 연어과, 잉어과 물고기를 넣어 만든다.

## 같이 보기
- 부야베스
- 바터르조이